# Jaskinia nad Korytem
Jaskinia nad Korytem (Jaskinia pod Schodkami, Siwarowa, Siwarowa Dziura) – jaskinia w północno-zachodniej grani Małołączniaka w Dolinie Małej Łąki w Tatrach Zachodnich. Ma dwa otwory wejściowe położone w zboczu Zagonnej Turni, w pobliżu Jaskini pod Iglicą, około 120 metrów od Siwarowej Przełęczy, na wysokościach 1619 i 1623 metrów n.p.m. Długość jaskini wynosi 60 metrów, a jej deniwelacja 12,3 metrów.

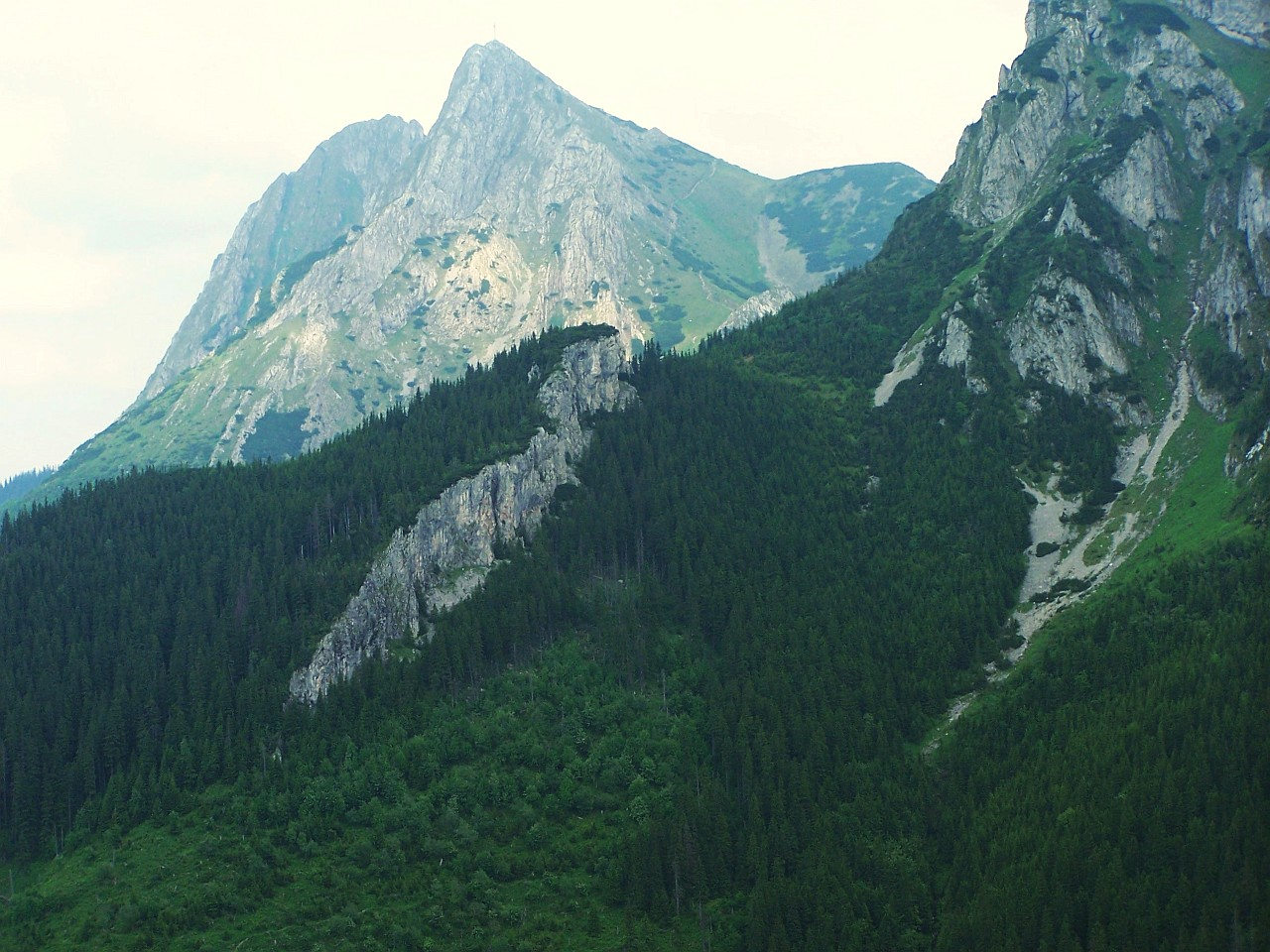
Siwarowa Przełęcz. Po prawej Zagonna Turnia

## Opis jaskini
Główny ciąg jaskini łączy, przechodząc przez trzy sale, dwa otwory wejściowe: północno-zachodni i wschodni. Od otworu północno-zachodniego do pierwszej sali (około 4,5 metrów szerokości i 1,5 metrów wysokości) korytarz prowadzi stromo w dół. Nad nią znajduje się druga sala, z której przez zacisk dochodzi się do trzeciej sali. Stąd idzie korytarz do otworu wschodniego.  
Jedyną większą boczną odnogą jest ciasny Korytarz Ślimaczy o długości 11,5 metra zaczynający się w pierwszej sali. 

## Przyroda
W jaskini jest widno, ciemny jest tylko Korytarz Ślimaczy.  
Mieszkają w niej nietoperze. Bywają też  kozice.

## Historia odkryć
Jaskinię zbadali 22 czerwca 1959 roku M. Kruczek i S. Wójcik z Zakopanego.  
7 lipca 1959 roku wraz z M. Cetnarską i W. Habil odkryli Korytarz Ślimaczy. 